# Leptorhabdium
Leptorhabdium is een kevergeslacht uit de familie van de boktorren (Cerambycidae). De wetenschappelijke naam van het geslacht werd voor het eerst geldig gepubliceerd in 1879 door Kraatz.

## Soorten
Leptorhabdium omvat de volgende soorten:
- Leptorhabdium caucasicum (Kraatz, 1879)
- Leptorhabdium illyricum (Kraatz, 1871)
- Leptorhabdium nitidum Holzschuh, 1974
- Leptorhabdium pictum (Haldeman, 1847)